# 幕府山駅
幕府山駅（ばくふさんえき）は、南京市鼓楼区幕府山街道幕府東路の北側、幕府山の南側にある、南京地下鉄7号線の駅である。

## 駅名
事業着手当初は南京地下鉄集団は「窯上村駅」の仮称を用いており、2019年11月28日に「水吉路駅」を駅名として第一次公示され、2020年1月18日に第一次公示のより駅名が「幕府山駅」に決定したことが発表された。

## 歴史
- 2022年12月28日7号線の駅として開業[3]。

## 駅構造

### のりば
| 番線 | 路線            | 行先                            | 行先          |
| ---- | --------------- | ------------------------------- | ------------- |
|      | 南京地下鉄7号線 | 暁荘・丁家荘・尭化門 方面       | 仙新路駅 行き |
|      | 南京地下鉄7号線 | 幕府西路・清涼山・大士茶亭 方面 | 西善橋駅 行き |

## 駅周辺
- 幕府山

## 隣の駅
南京地下鉄
■7号線
暁荘駅- 幕府山駅- 五塘広場駅